# Леда (музыкант)
Leda (яп. レダ, Ле́да) — японский гитарист, участник групп Galneryus и Deluhi, где был басистом и гитаристом-основателем соответственно. Также Леда выступал в качестве ведущего гитариста японской версии мюзикла Rock for Ages (рус. Рок на века). На данный момент, Леда работает над своим соло-проектом, первый релиз которого должен выйти в августе 2012 года.

## Биография
Леда родился 9 июня 1987 года в префектуре Миэ. Первым его инструментом была акустическая гитара, он играл на ней в средней школе. Впоследствии он перешёл на электрогитару, когда услышал культовую японскую рок-группу Luna Sea.
В 18 лет, Леда и его друзья — будущие участники Matenrou Opera — поехали в Токио, чтобы начать профессиональную музыкальную карьеру. Там Leda основывает группу GRAVE SEED, которая впоследствии будет переименована в Deluhi и параллельно присоединяется в качестве бас-гитариста к группе Galneryus под именем Ю-То. Так как группа к тому времени уже значительно ушла от стиля visual kei за исключением гитариста и лидера Syu, то и Леда в то время выступал в повседневной одежде.
Весной 2012 года, Леда объявил о начале своего соло-проекта, а в июне были открыты подробности. Он собрал свою группу под названием UNDIVIDE, которая является его сольным проектом, в ней Леда отвечает за гитару, бас и написание музыки. Приглашёнными музыкантами стали бывший барабанщик Делухи и друг Леды — Sujk и вокалист группы LOKA (до этого Supe) Kihiro (Кихиро), который ранее участвовал в записи вокала на сольном альбоме Sujk’а. В августе у проекта выйдет первый сингл THE CATALYST, а в сентябре первый альбом, после чего группа отправится в тур по Японии. Первый сингл проекта вышел в начале августа того же года.

## Оборудование
На протяжении карьеры с группой Deluhi, Леда использовал 6 разнообразных инструментов марки ESP, включая его подписную модель ESP Cygnus, которая является кастум версией ESP Phoenix 200. В описании модели Леда пишет, что конечная версия гитары является результатом его музыкального опыта и поисков наиболее подходящих элементов инструмента. Из гитарных усилителей Леда предпочитает фирму Marshall Amplification, которой также пользовалась вся его группа.

## Дискография

### UNDIVIDE (2012)
- UNDIVIDE (September 5, 2012)

### Deluhi (2008—2011)
Смотрите Основную статью

### Galneryus (2006—2008)
- Beyond the End of Despair... (July 12, 2006)
- Everlasting" (June 27, 2007)
- One for All — All for One (August 22, 2007)
- Voices from the Past (October 8, 2007)
- Reincarnation (September 10, 2008)
- Shining Moments (July 30, 2008, digital EP)